# 2023 au Maroc
Chronologie du Maroc
- 2019
- 2020
- 2021
- 2022
- 2023
- 2024
- 2025
- 2026
- 2027

Cet article présente les faits marquants de l'année 2023 au Maroc ou relatifs au Maroc.

## Événements
- Le Club de la Robotique Champions de Haffouz, fondé au lycée Farhat Hached de Haffouz (gouvernorat de Kairouan), réunit cinq lycéens passionnés de sciences et technologies, remporte le Championnat national de robotique de Tunisie au printemps 2023. Ils se sont qualifiés pour la 7ᵉ édition du FIRST LEGO League World Robotics Championship à Houston (Texas), où ils ont décroché le « Motivate Award » dans la catégorie Motivation (« Prix de la motivation ») (Webdo, African Manager). La cheffe du gouvernement Najla Bouden Romdhane les a personnellement reçus à la Kasbah pour les féliciter et promouvoir l’investissement dans l’éducation STEM.
- Avril 2023 : inauguration d'Agadir musée d'art, exposant des artistes marocains et étrangers, ainsi qu’une importante collection du patrimoine culturel national. Annoncé, en 2022[1], le musée a été inauguré par Aziz Akhannouch le maire de la ville et aussi chef du gouvernement[2].
- 17 juillet : reconnaissance par Israël de la souveraineté du Maroc sur le Sahara Occidental[3].
- 29 août : interception armée par les garde-côtes algériens de quatre vacanciers, trois Franco-Marocains et un Marocain, égarés dans les eaux territoriales algériennes au large de la ville frontalière de Saïdia. Deux d’entre eux sont tués[3]...
- 8 septembre : Le séisme de 2023 au Maroc ou séisme d'Al Haouz, survenu le 8 septembre 2023 à 22 h 11 min 2,2 s UTC (23 h 11 locale), est le plus important tremblement de terre enregistré par des stations sismiques de l'histoire du pays, avec une magnitude qui atteint Mw= 6,7 à 6,9 (selon les instituts sismologiques et les modes de calcul).
- 19 octobre : Samira Sitail est nommée au poste d’ambassadrice du Maroc à Paris[3].

## Sports
- Les championnats d'Afrique de trampoline 2023 se déroulent du 23 au 27 février 2023 à Marrakech, au Maroc[4]. La compétition devait initialement se dérouler du 15 au 19 décembre 2022, avant une demande de report de la part du pays hôte[5],[6]
- Les Championnats d'Afrique de breakdance 2023 se déroulent du 12 au 13 mai 2023 à Rabat au Maroc. Il s'agit de la première édition de cette compétition sous l'égide de la Fédération mondiale de danse sportive[7],[8].
- Les Championnats d'Afrique de sambo 2023 sont la 17e édition des Championnats d'Afrique de sambo. Ils se déroulent du 19 au 22 mai 2023  au Complexe sportif Mohammed V de Casablanca, au Maroc[9].
- La 23e édition des championnats panarabes d'athlétisme se déroule du 20 au 24 juin 2023 à Marrakech, au Maroc[10].
- Les championnats d'Afrique de karaté 2023, vingt-deuxième édition des championnats d'Afrique de karaté, ont lieu du 14 au 20 août 2023 à Casablanca, au Maroc. La 14e édition des championnats juniors et la 6e édition des championnats cadets s'y tiennent conjointement[11].
- Les Championnats d'Afrique de judo 2023 se déroulent du 6 au 10 septembre 2023 au Complexe sportif Mohammed V de Casablanca, au Maroc.

### Basket-ball
- La saison 2022-2023 de la Division Excellence (ou DEX-H) est la 86e édition du championnat du Maroc de basket-ball, sous l'égide de la Fédération royale marocaine de basket-ball. Cette édition a connu le retour de la saison régulière au format d'un groupe unique.
- La saison 2023-2024 de la Division Excellence (ou DEX-H) est la 87e édition du championnat du Maroc de basket-ball, sous l'égide de la Fédération royale marocaine de basket-ball. Cette édition a connu le retour de la saison régulière au format d'un groupe unique à 12 équipes.

### Football
- 1er février au 11 février : Coupe du monde des clubs de la FIFA 2022, au Maroc.
- La Coupe d'Afrique des nations de football des moins de 23 ans 2023 est la 4e édition de la Coupe d'Afrique des nations de football des moins de 23 ans. La phase finale de cette édition se déroulera du 24 juin au 8 juillet 2023 au Maroc. La compétition est qualificative pour les Jeux olympiques d'été de 2024[12]. Le champion , le finaliste et le troisième sont directement qualifiés tandis que le quatrième passe au tours de barrages contre le quatrième de la zone Asie.
- La saison 2022-2023 de la Botola Pro1 Inwi est la 107e édition du championnat du Maroc de football et la 3e sous l'appellation Botola Pro1 Inwi[13]. Il s'agit de la 12e édition du championnat sous l'ère professionnelle. La saison commence le 1er septembre 2022[14] et s'achève le 23 juin 2023.
- La saison 2023-2024 de la Botola Pro1 Inwi est la 108e édition du championnat du Maroc de football et la 4e sous l'appellation Botola Pro1 Inwi[13]. Il s'agit de la 13e édition du championnat sous l'ère professionnelle. La saison commence le 25 août 2023 et s'achève le 14 juin 2024.
- Le Championnat du Maroc de football de troisième division 2022-2023 oppose seize clubs du troisième niveau marocain en une série de trente rencontres.
- Le Championnat du Maroc de football de troisième division 2023-2024 oppose seize clubs du troisième niveau marocain en une série de trente rencontres.
- La Coupe du Trône 2022-2023 est la 67e édition de la Coupe du Trône de football.
- La Coupe du Trône 2023-2024 est la 68ᵉ édition de la Coupe du Trône de football.
- La saison 2022-2023 du Raja Club Athletic est la 74e de l'histoire du club depuis sa fondation le 20 mars 1949. Elle fait suite à la saison 2021-2022 dans laquelle le Raja a terminé vice-champion en championnat.
- La saison 2023-2024 du Raja Club Athletic est la 75e saison de l'histoire du club depuis sa fondation le 20 mars 1949[15].

### Tennis
- L'édition masculine 2023 du tournoi de tennis du Maroc se déroule du 3 au 9 avril 2023 à Marrakech, sur terre battue en extérieur. Elle appartient à la catégorie ATP 250.
- L'édition féminine 2023 du tournoi de tennis du Maroc se déroule du 21 au 27 mai à Rabat, sur terre battue en extérieur. Elle est classée en catégorie WTA 250.

## Culture
- Animalia est un drame franco-marocain écrit et réalisé par Sofia Alaoui et sorti en 2023.
- Déserts est un film marocain réalisé par Faouzi Bensaïdi, sorti en 2023.
- HLM Pussy est un film dramatique français écrit et réalisé par Nora El Hourch, sorti en 2023. Ce film à petit budget, produit par Manny Films, est le premier long-métrage de la réalisatrice.
- La Mère de tous les mensonges (كذب أبيض, Kadib Abyad) est un film documentaire en langue arabe sorti en 2023, réalisé, écrit, produit et monté par Asmae El Moudir. Le film explore la quête de vérité de la réalisatrice dans ses origines familiales, combinant l'histoire personnelle et nationale marocaine[16]. Il s'agit d'une coproduction entre le Maroc, l'Égypte, le Qatar et l'Arabie saoudite[17].

## Décès en 2023
- 20 août : Wahid Bouzidi, 45 ans, acteur et humoriste franco-algérien.